# Achille de Harlay
Pour les articles homonymes, voir Harlay.
Ne doit pas être confondu avec Achille de Harlay de Sancy ou Achille III de Harlay.
Plusieurs Achille de Harlay ont tenu des places éminentes de magistrats au Parlement de Paris de la fin du XVIe siècle au début du XVIIe siècle.

## AchilleIerde Harlay
Achille Ier de Harlay est un magistrat français, né à Paris le 7 mars 1536 et mort le 23 octobre 1616, premier président du Parlement de Paris de 1582 à 1611.
Fils de Christophe de Harlay, seigneur de Beaumont (aujourd’hui commune de Beaumont-du-Gâtinais), président à mortier du Parlement de Paris, et de Catherine Du Val.
En 1558, il devient conseiller au Parlement de Paris.
Le 30 mai 1568, il épouse Catherine de Thou, fille du premier président Christophe de Thou, avec qui il a un fils, Christophe II de Harlay, qu'il méprise. En 1572, il reprend l’office de son père comme président à mortier au Parlement, que celui-ci avait résigné le 30 août 1572. À la mort de son beau-père Christophe de Thou, en 1582, Henri III le nomme premier président du Parlement de Paris.

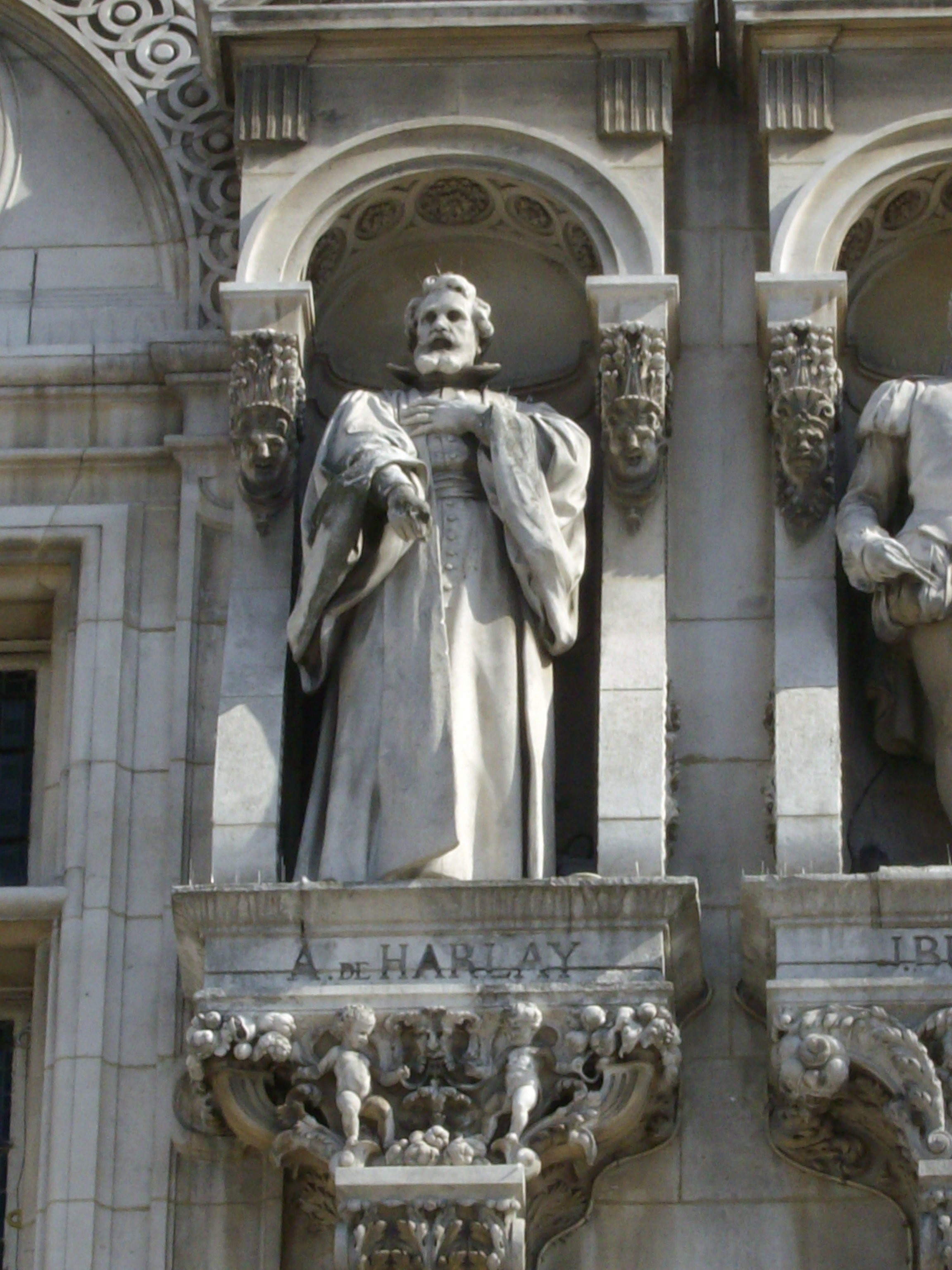
Statue d’Achille de Harlay sur la façade de l’Hôtel de Ville de Paris par Martial Thabard

Il est demeuré célèbre par la fermeté qu'il manifesta pendant la huitième guerre de religion le 12 mai 1588 face au duc Henri de Guise lors de la Journée des Barricades dans Paris, afin de tenter en vain de rétablir l'ordre au bénéfice du roi Henri III. Il répondit au duc de Guise : « C'est grand'pitié quand le valet chasse le maître. Au reste, mon âme est à Dieu, mon cœur est à mon roi, et mon corps est entre les mains des méchants, qu'on en fasse ce qu'on voudra ! ». Embastillé par les ligueurs et remplacé par Barnabé Brisson comme premier président, il retrouve ses fonctions à l'avènement d'Henri IV.
Chamfort lui prête cette remarque caustique lancée au Parlement : « Si ces messieurs qui causent ne faisaient pas plus de bruit que ces messieurs qui dorment, cela accommoderait fort ces messieurs qui écoutent ».
En 1598, Achille Ier de Harlay achète les deux-tiers de la propriété de l’Abbaye de Saint-Denis à Beaune-la-Rolande avec ses droits de juridiction pour 16 666 écus. En 1599, Henri IV le fait comte de Beaumont (le Père Anselme dit en faveur de son fils Christophe en septembre 1612, mais le Roi était mort ; les lettres ne furent enregistrées que le 18 mars 1649 au Parlement et le 27 juin 1650 à la Chambre des Comptes), sans doute renouvelées pour Achille II.
En 1607, Achille Ier de Harlay reçoit le privilège d’aménager la Place Dauphine, à Paris, par concession du Roi.
C'est lui qui jugea Ravaillac en 1610. Il résigna sa charge le 29 mars 1611 pendant l'instruction de l'affaire d'Escoman : en 1611, des accusations furent portées contre le duc d'Épernon, Jean-Louis Nogaret de La Valette, au sujet de son implication dans l'assassinat du roi Henri IV. L'accusatrice, mademoiselle Jacqueline d'Escoman, dame de compagnie de la marquise de Verneuil, implique sa maitresse et l'accuse d'avoir organisé l'assassinat avec la complicité d'Épernon. Un procès, mené par un tribunal dont Achille Ier de Harlay est premier président, entend les témoins, y compris Verneuil et Épernon. Le premier (et seul) arrêté pris par le tribunal est finalement le maintien en détention de mademoiselle d'Escoman. Quinze jours après l'arrêté, Harlay prend sa retraite. Le 30 juillet, son successeur condamne Escoman à la prison à vie pour calomnie.
La rue de Harlay, qui limite le Palais de justice de Paris à l’ouest, a été baptisée en son honneur. Une statue d'Achille Ier de Harlay se trouve sur l'une des façades de l'Hôtel de ville de Paris.

## Ses descendants: une dynastie de magistrats au Parlement de Paris
- Achille Ier de Harlay (1536-1616)
  - Son fils, Christophe II de Harlay (né vers 1570, décédé en 1615), comte de Beaumont, fut conseiller, puis président du Parlement de Paris (en 1582) et ambassadeur en Angleterre de 1602 à 1607. Il épousa le 3 juin 1599 Anne Rabot, dame d'Illins et de Hautefort.
    - Leur fils, Achille II de Harlay, né en 1606, décédé le 7 juin 1671, fut comte de Beaumont, conseiller au Parlement de Paris (1628-1635), maître des requêtes (1635-1661), conseiller d’État. Il épousa le 18 octobre 1638 Jeanne-Marie de Bellièvre (décédée le 19 mars 1657 à l'âge de 40 ans), fille de Nicolas de Bellièvre, seigneur de Grignon et président à mortier du Parlement de Paris.
      - Leur fils, Achille III de Harlay, né le 1er août 1639, décédé le 23 juillet 1712, comte de Beaumont, seigneur de Grosbois, fut conseiller du Roi au Parlement (1657-1667) puis Procureur général (1667-1689) et enfin Premier président du Parlement de Paris[9]. Il épousa le 12 septembre 1667 Anne-Madeleine de Lamoignon, fille de Guillaume Ier de Lamoignon, qui fut lui aussi Premier président du Parlement de Paris[5].
        - Leur fils, Achille IV de Harlay, né le 11 juillet 1668, décédé le 23 juillet 1717[10], comte de Beaumont, marquis de Bréval, conseiller au Parlement (1689), Avocat général (1691), conseiller d’État (1697). C'est donc un arrière-arrière-petit-fils d'Achille Ier de Harlay[2]. Il se maria le 2 février 1693 avec Louise Renée de Louët (vers 1672-1749[11]), fille unique de Robert-Louis du Louët, marquis de Coëtjunval (en Ploudaniel), doyen du Parlement de Bretagne et de Renée Le Borgne de Lesquiffiou, propriétaire du château de Lesquivit à Dirinon.
          - Leur fille unique, Louise-Madeleine de Harlay, née en 1694, décédée le 7 septembre 1749[12], épousa le 7 décembre 1711[13] Christian-Louis de Montmorency-Luxembourg, (né le 9 février 1675, décédé le 23 novembre 1746 à Paris), duc et prince de Tingry, lieutenant-général des Armées du Roi et de la Province de Flandre, maréchal de France[5]. De leur union naissent au moins six enfants.

Mais par le décès de la maréchale de Montmorency en septembre 1749, « la branche aînée de la Maison de Harlay, dite des Comtes de Beaumont, et toute cette Maison [...] se trouve réduite à une seule personne, qui est Madame la Présidente de Crevecœur, fille de feu M. Harlay de Celly, Conseiller d'État  et petite-fille de M. le Chancelier Boucherat. ».

## Sources
Les papiers de la famille de Harlay sont conservés aux Archives nationales sous la cote 394AP
La collection Harlay, qui porte principalement sur l'histoire et le droit public, regroupe les papiers de fonction des Harlay et des Bellièvre. Elle est conservée à la Bibliothèque nationale de France.